# Jorge Ferreira de Vasconcellos
Jorge Ferreira de Vasconcellos, död 1585, var en portugisisk författare.
Ferreira de Vasconcellos var en hovman med lärda och litterära intressen. Hans dramer (Eufrosina, Ulyssippo och Aulegraphia), skrivna på prosa, är långa, för uppförande olämpliga femaktspjäser, författade efter mönstret av "Celestina", utan att i någon mån närma sig genialiteten hos detta berömda verk. Men de innehåller om god iakttagelse vittnande sedeskildringar, och deras språk är naturligt.
Ferreira de Vasconcellos skrev vidare en riddarroman Memorial das Proczas da segunda Tavola Redonda eller (efter huvudpersonen, kung Arturs sonson) Triumpho de Sagramor (l:a delen; 2:a delen blev otryckt eller måhända oskriven), som rör sig inom den bretonska sagokretsen, och dikter, episka och lyriska, inlagda såväl i hans dramer som framför allt i hans roman. Trots Ferreiras talang har hans författarskap aldrig i Portugal åtnjutit någon högre grad av popularitet.